# Olander Nunatak
Olander Nunatak är en nunatak i Antarktis. Den ligger i Västantarktis. Argentina, Chile och Storbritannien gör anspråk på området. Toppen på Olander Nunatak är 1 640 meter över havet.
Terrängen runt Olander Nunatak är huvudsakligen platt, men västerut är den kuperad. Terrängen runt Olander Nunatak sluttar norrut. Trakten är obefolkad. Det finns inga samhällen i närheten.